# Wintrich
Wintrich – miejscowość i gmina w Niemczech, w kraju związkowym Nadrenia-Palatynat, w powiecie Bernkastel-Wittlich, wchodzi w skład gminy związkowej Bernkastel-Kues. Miejscowość słynie z upraw winorośli okalających pobliskie, górskie tereny.